# Hřbitovní kvítí
Hřbitovní kvítí je básnická sbírka Jana Nerudy vydaná poprvé v prosinci 1857, podle údaje v tiráži prvního vydání ale až roku 1858. Ukázky vyšly v Lumíru v roce 1854 pod pseudonymem Janko Hovora.

## Popis sbírky a její přijetí
Jak již název napovídá, nejedná se o sbírku příliš optimistickou. Sám Neruda byl totiž v té době spíše skepticky naladěný a hořkost a ironie mu nebyly cizí. Důvodem k takové náladě byla především situace ve společnosti, tedy vláda Alexandra Bacha, na kterou Neruda reagoval a která na něj velmi silně dopadala. Proto také v této básnické sbírce najdeme mnohem více pesimistických a zachmuřených momentů než těch hezkých. Celá kniha se nese na vlně skepse, pesimismu, beznaděje, zmaru a osamění. Najdeme zde také kritiku společnosti, morálky, velké zklamání z lidí a celkově z tehdejšího života. Básník zde upírá svůj pohled na městskou ulici, pohřební průvod, který jí prochází, pražský hřbitov, který ať na první pohled hraje barvami, ve skutečnosti je pouze šedivý. Básník nahlíží na hřbitov a ptá se například, proč se na něm tráva zelená, kde se tam vzalo kvítí. Nemyslí si, že by tam květiny někdo zasadil, vidí v tom symbol lásky mrtvých lidí, kteří tam odpočívají.
Básnická sbírka nebyla přijata tehdejší kritikou dobře. V konzervativních vlasteneckých kruzích nebyla jeho estetika pochopena. Neruda byl považován za rouhavce, nevděčníka a provokatéra. Až od sedmdesátých let se teprve této sbírce dostalo uznání, když si ji jako svůj program vzali mladí nastupující básníci – Jakub Arbes, Jaroslav Vrchlický, Antal Stašek a další.
Nerudův vstup do českého veřejného života byl součástí širšího trendu nástupu nové generace literátů. V průběhu roku 1858 vydal svou prvotinu i básník Vítězslav Hálek. Neruda i Hálek (a další) pak téhož roku přispěli i do almanachu Máj, který ovlivnil českou literaturu následujících dekád.

## Ukázky z básní
Neplač, neplač, brachu, nenaříkej,

že je záhad v světě znavení,

jenom pít a jíst se pilně zvykej,

v hrobě času dost pak k strávení.
Ticho - jako ráno v dálném poli,

kdesi jenom o kov hruda zvoní, -

aj to stařec, - opřen o lopatu

k zemi shrblá záda pracně kloní.

Nevíš, kde zde přítel leží? - Čím byl?

Čím měl býti, blázne, - člověkem!

A jak umřel? - Puklo mu jen srdce,

že mu oplatila lásku nevděkem!

A kdy skonal? - Není dávno tomu!

Kde by asi ležel, nevím víc;

neboť věřte, kterým srdce puklo,

že jich leží tuto na tisíc.

## Dílo online
NERUDA, Jan. Básnické spisy Jana Nerudy : Část první. Hřbitovní kvítí - knihy veršů. Praha: F. Topič, 1907. 261 s. Dostupné online. S úvodem od Jaroslava Vrchlického.